# 張課琦
張 課琦（ちょう かき、チャン・コーチー、英語: Chang Ko-chi、1995年11月21日 - ）は、台湾の男子バドミントン選手。

## 経歴
2018年のインドネシア・マスターズ (スーパー100)では、呂佳彬とペア組んで優勝した。
2022年から2023年まで、2歳年下の柏禮維とペアを組み、世界ランクは最高で27位まで到達した。
その後は陳信遠とペアを組む。
2024年6月の高雄マスターズで優勝。